# Laguna Chichoj
A  Laguna Chichoy  é um lago localizado na Guatemala, cuja cota de altitude se encontra nos 1370 m acima do nível do mar. Localiza-se no departamento de Alta Verapaz, Município de San Cristóbal Verapaz.